# Костенко, Виталий Алексеевич
Костенко Виталий Алексеевич (27 ноября 1940, Китайгород, Днепропетровская область — 13 января 2017, Кривой Рог, Днепропетровская область) — советский строитель, новатор производства, бригадир монтажников специализированного управления № 107 треста «Криворожстальконструкция» Днепропетровской области. Герой Социалистического Труда (1980). Член ЦК КПУ (1986—1990).

## Биография
Родился 27 ноября 1940 года в селе Китайгород. Отец погиб на фронте, мать работала в колхозе.
С отличием окончил Днепродзержинское ремесленное училище с присвоением 5-го разряда. Получил направление в трест «Криворожстальконструкция», принят на работу 3 марта 1960 года. С 1960-х годов работал бригадиром монтажников специализированного управления № 107 треста «Криворожстальконструкция» Министерства монтажных и специальных строительных работ Украинской ССР в Днепропетровской области. Возглавлял бригаду до выхода на пенсию. Окончил вечернее отделение строительного факультета Криворожского горнорудного института.
Член КПСС с 1965 года.
Указом Президиума Верховного Совета СССР от 5 сентября 1980 года за выдающиеся производственные успехи, достигнутые при строительстве Северного горно-обогатительного комбината имени Комсомола Украины Костенко Виталию Алексеевичу присвоено звание Героя Социалистического Труда с вручением ордена Ленина и золотой медали «Серп и Молот».
С 1990-х годов на пенсии в Кривом Роге Днепропетровской области.
Умер 13 января 2017 года в Кривом Роге.

## Награды
- Медаль «Серп и Молот» (05.09.1980) — за досрочный пуск в эксплуатацию фабрики окатышей СевГОКа;
- Орден Ленина (05.09.1980);
- Орден Трудового Красного Знамени (08.04.1975);
- Орден «Знак Почёта» (07.05.1971) — за досрочный пуск в эксплуатацию 9-й доменной печи металлургического завода «Криворожсталь»;
- Юбилейная медаль «20 лет независимости Украины» (19 августа 2011)[2];
- Знак «За заслуги перед городом» (Кривой Рог) 1-й степени (08.05.2013)[3][4].
- ордена и медали.

## Память
- Имя на Стеле Героев в Кривом Роге.